# Бокал
Бокал е голяма чаша за вино. Тя се употребява при християнско богослужение, когато се осветява виното и се приема причастие. Първите бокали са изработвани от дърво, около III век се появяват стъклените, а от IV век нататък получават разпространение златните и сребърните, понякога инкрустирани със скъпоценни камъни. Счита се, че бокалът е направен по подобие на чашата от която Исус Христос е пил по време на тайната вечеря.